# Wates Kulon
Wates Kulon is een bestuurslaag in het regentschap Lumajang van de provincie Oost-Java, Indonesië. Wates Kulon telt 4114 inwoners (volkstelling 2010).